# Acrophtalmia misarte
Acrophtalmia misarte är en fjärilsart som beskrevs av Semper 1886. Acrophtalmia misarte ingår i släktet Acrophtalmia och familjen praktfjärilar. Inga underarter finns listade i Catalogue of Life.